# Shinro

opgave

oplossing

Shinro (しんろ) is een logische puzzel die die overeenkomsten vertoont met Sudoku en Mijnenveger.
Het doel is om 12 verborgen 'gaten' op een 8×8 diagram te vinden. Het bord bevat een variabel aantal pijlen, die elk naar ten minste één gat wijzen. Voor elke rij en kolom wordt een het aantal gaten gegeven.
Oorspronkelijk verscheneen de puzzel in Japanse puzzeltijdschriften, maar werd populair door het verschijning in Spirit Magazine van Southwest Airline. Sindsdien verscheen een versie voor iPhones.
De naam werd in 2007 bedacht door het in New York gevestigde puzzeluitgeverij Puzzability. De naam Shinro (しんろ) kan worden vertaald als 'kompaspeiling', als verwijzing naar de pijlen die naar de gaten wijzen.